# 3,7cm protitankový kanón vz. 37
3,7cm protitankový kanón vz. 37 (též kanón Škoda A4) vyráběla československá firma Škoda Plzeň pro potřebu československé prvorepublikové armády.
Již v roce 1934 zavedla Československá armáda do své výzbroje moderní 3,7cm protitankový kanón A3, který měl poloautomatický uzávěr a díky tomu vysokou kadenci střelby. Postupně se však ukázalo, že jeho úsťová rychlost je nevyhovující a že nedokáže prorazit zlepšené 30mm pancíře tanků. Proto byl zkonstruován zmodernizovaný kanón A4, jehož úsťová rychlost činila 750 m/s. Touto zbraní bylo možno likvidovat veškeré tehdejší tanky.
Kanón byl vyráběn v několika verzích podle druhů transportu - P jako pěchotní, J jako jezdecký a M jako motorizovaný. Byl schopen přepravy jak s koňským potahem, tak za tahačem děl či nákladním automobilem. U některých kanónů byla ještě loukoťová kola, avšak dělo se již běžně vyrábělo s pneumatikami. Tělo kanónu bylo používáno i v tehdy vyráběných československých tancích, kde však muselo být kvůli zpětnému rázu ve věži tanku upravováno.

## Technické údaje
- Hmotnost: 380 kg
- Délka hlavně:	1778 mm
- Hmotnost náboje: 0,85 kg
- Rychlost střelby: 23 ran /min
- Úsťová rychlost: 750 m/sec
- Maximální dostřel: 5000 m

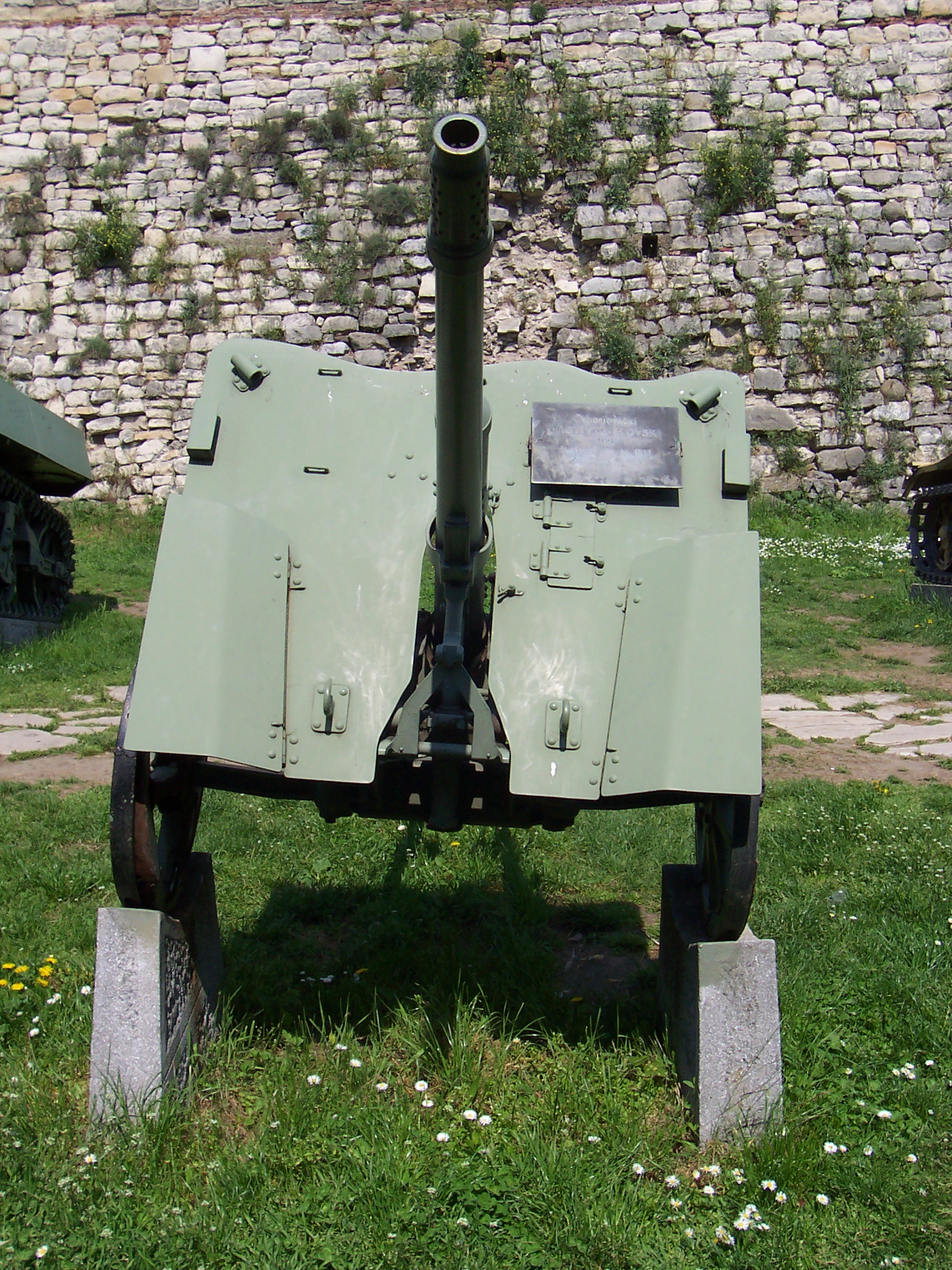
3,7 cm protitankový kanón vz. 37

- Účinný dostřel proti 32mm pancíři: 1100 m